# Транспорт в Япония
Транспортът в Япония е много добре развит, спрямо другите държави от Азия и целия свят. Страната е известна със своя междуградски транспорт - високоскоростните влакове Шинкансен, скоростта на които достига до 300 км/ч. Този вид транспорт е предпочитан, защото е бърз, екологично чист и не попада в задръствания – един от основните проблеми на по-развитите държави. За една година на влаковете Шинкансен е засечено една секунда закъснение, което станало поради повреда в инсталацията. В Япония дори има хора, които работят това – да будят пътниците във влака, точно защото влаковете там са най-предпочитания превоз.
Летищата в Япония са 176 на брой (2007). 145 от тях са с асфалтирани писти, а 31 – са неасфалтирани.
Общата дължина на жп линиите достига 23 474 км, а на пътищата – 1193 милиона км, като 942 000 км са асфалтирани, а неасфалтирани са 251 000 км (2005).